# Edward Kmiec
Edward Urban Kmiec, né le 4 juin 1936 à Trenton (New Jersey) et mort le 11 juillet 2020 à Buffalo (État de New York), est un prélat catholique américain, treizième évêque du diocèse de Buffalo de 2004 à 2012.

## Biographie
Edward Kmiec, d'une famille d'ascendance polonaise américaine, est ordonné le 20 décembre 1961. Il devient évêque auxiliaire de Trenton en 1982, puis évêque de Nashville en 1992. Il est nommé évêque de Buffalo en 2004.
Il équilibre le budget de son diocèse endetté auparavant, à partir de 2007. En effet le budget de 2006 était en déficit de plus de deux millions de dollars. Il a été toutefois dûment critiqué pour avoir supprimé 104 paroisses et missions dans son diocèse à partir de 2005. Le nombre de paroisses n'est plus que de 170 en 2011. Des monuments majeurs, comme la basilique Saint-Adalbert de Buffalo, doivent être fermés au culte. Il a également supprimé vingt-cinq écoles élémentaires appartenant au diocèse.
Certains catholiques estiment que ces pertes sont irréparables.
Mgr Kmiec a ordonné dix-huit prêtres pour son diocèse depuis 2004. Il se retire le 29 mai 2012.

### Articles connexes

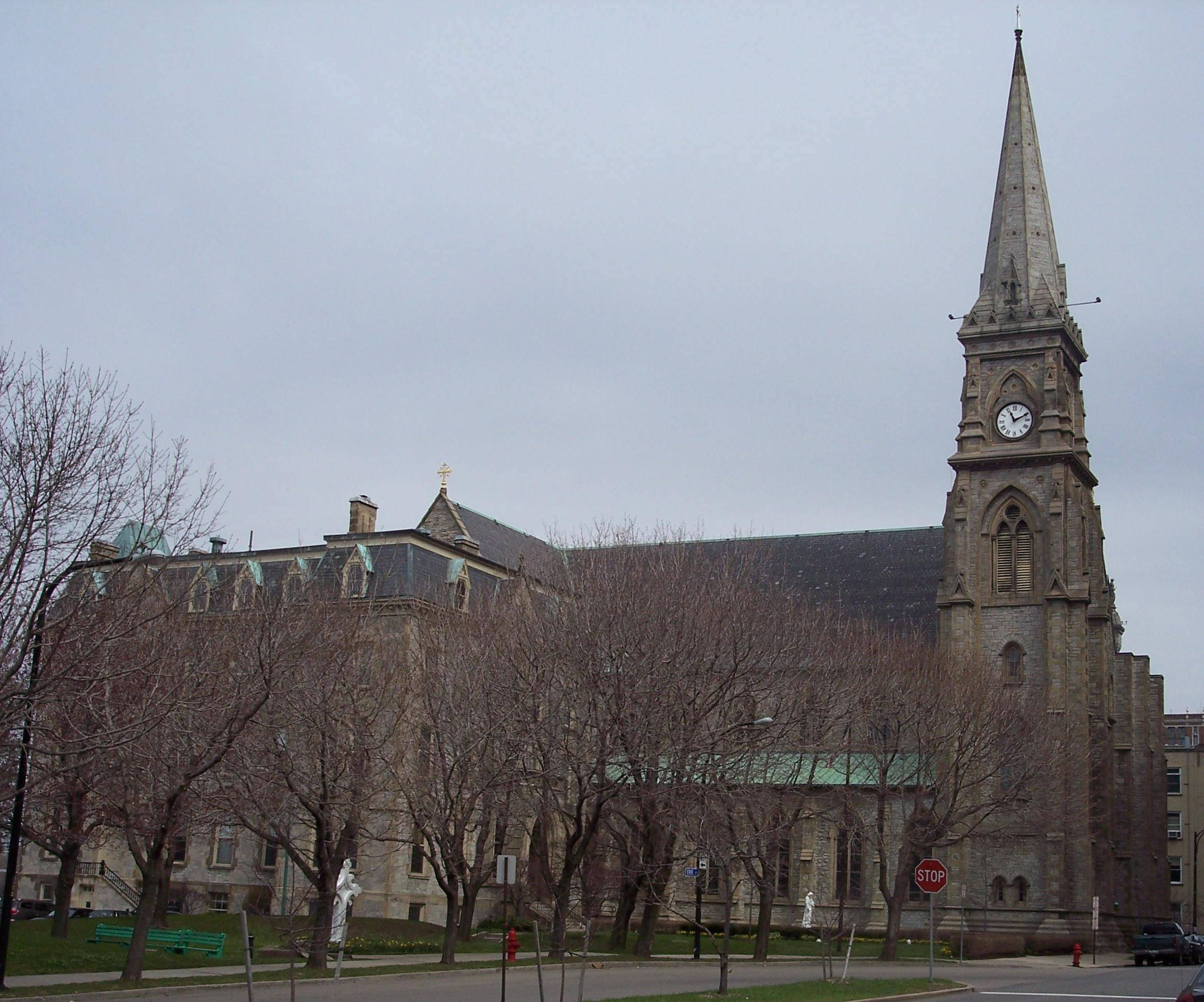
Vue de la cathédrale Saint-Joseph de Buffalo.